# کازوکو سوگیاما
کازوکو سوگیاما (انگلیسی: Kazuko Sugiyama; ۹ آوریل ۱۹۴۷ – ) صداپیشه، استاد دانشگاه، و بازیگر اهل ژاپن بود. وی از سال ۱۹۶۶ میلادی تاکنون مشغول فعالیت بوده‌است.